# Hermann Dörnemann
Hermann Dörnemann (Essen, 27 de maio de 1893 – Düsseldorf, 2 de março de 2005) foi um supercentenário alemão, que foi reconhecido na imprensa como o homem vivo mais velho do mundo em 19 de novembro de 2004, após a morte de Fred Hale. No entanto, a família da Dörnemann ofereceu documentação ao Guinness World Records ou a um pesquisador de supercentenário, e nesse ponto a reivindicação de Emiliano Mercado del Toro foi apresentada também com documentação de que ele nasceu em 1891, quase dois anos antes, que posteriormente foi aceito também. Dörnemann nasceu em Essen.
Dörnemann foi reconhecido pelo governo alemão como a pessoa viva mais velha da Alemanha em 28 de agosto de 2004, após a morte de Lina Zimmer. Ele era o homem mais mais velho da Alemanha de sempre, até ultrapassado por Gustav Gerneth em 22 de julho de 2017.
Dörnemann creditou sua longevidade para beber "uma cerveja por dia".
Dornemann morreu de pneumonia em um hospital em 2 de março de 2005, aos 111 anos e 279 dias. Ele foi precedido na morte por seu filho que morreu em 2003 e por sua filha Rita, um neto e dois bisnetos. Ele foi sucedido como a pessoa viva mais velha da Alemanha por Frieda Müller, de 110 anos.